# Babs (автомобіль)
Babs — британський автомобіль, створений для встановлення рекорду наземної швидкості, сконструйований і пілотований валлійським інженером і гонщиком Джоном Паррі-Томасом. «Babs» було оснащено 27-літровим авіаційним двигуном «Liberty L-12».

## Створення
«Babs» розпочинався як «Chitty Bang Bang», один із серії автомобілів з авіадвигуном, запроєктованих британським конструктором і гонщиком Льюїсом Зборовскі під назвою «Chitty 4». Так як автомобіль виготовлявся у маєтку Зборовскі у Гайгем-парку неподалік від Кентербері, він також був відомий як «Гайгем-особливий» (англ. Higham Special).
Цей автомобіль, оснащений авіадвигуном V12 «Liberty L12» з робочим об'ємом 27 літрів, потужністю 450 к. с. (340 кВт) та коробкою передач і ланцюговим приводом від довоєнного «Blitzen Benz», був найпотужнішим перегоновим автомобілем, що коли-небудь їздив трасою Бруклендс. До моменту смерті Льюїса Зборовскі у 1924 році автомобіль ще не був закінчений. Його придбав Дж. Паррі-Томас за суму у 125 фунтів стерлінгів.
Паррі-Томас перейменував болід на «Babs» і переробив його, встановивши чотири карбюратори «Zenith» і поршні власної конструкції. У квітні 1926 року Паррі-Томас встановив на автомобілі рекорд швидкості — 171,02 милі за годину (273,6 км/год).
На «Babs» використовувалась закрита обтічником ланцюгова передача для приводу ведучих коліс. Ходили чутки, що через високий підйом капоту двигуна Паррі-Томас вів авто, схиливши голову набік. Це не відповідало дійсності; на світлинах видно, що пілот міг бачити трасу прямо перед собою.
Під час чергової спроби встановити рекорд на 11-кілометровому пляжі Пендін Сандс (Південний Уельс) 3 березня 1927 року, автомобіль вийшов з-під контролю на швидкості понад 100 миль за годину. Болід перекинувся, і Томас загинув в результаті смертельної травми — часткового обезголовлення. Після розслідування смерті Томаса сидження «Babs» були порізані, скло циферблатів розбите, а автомобіль похований у піщаних дюнах Пендін Сандс. Спочатку вважалось, що причиною аварії був обрив приводного ланцюга. Наступні дослідження уламків показали, що аварія могла бути викликана поломкою правого заднього колеса.

## Відновлення

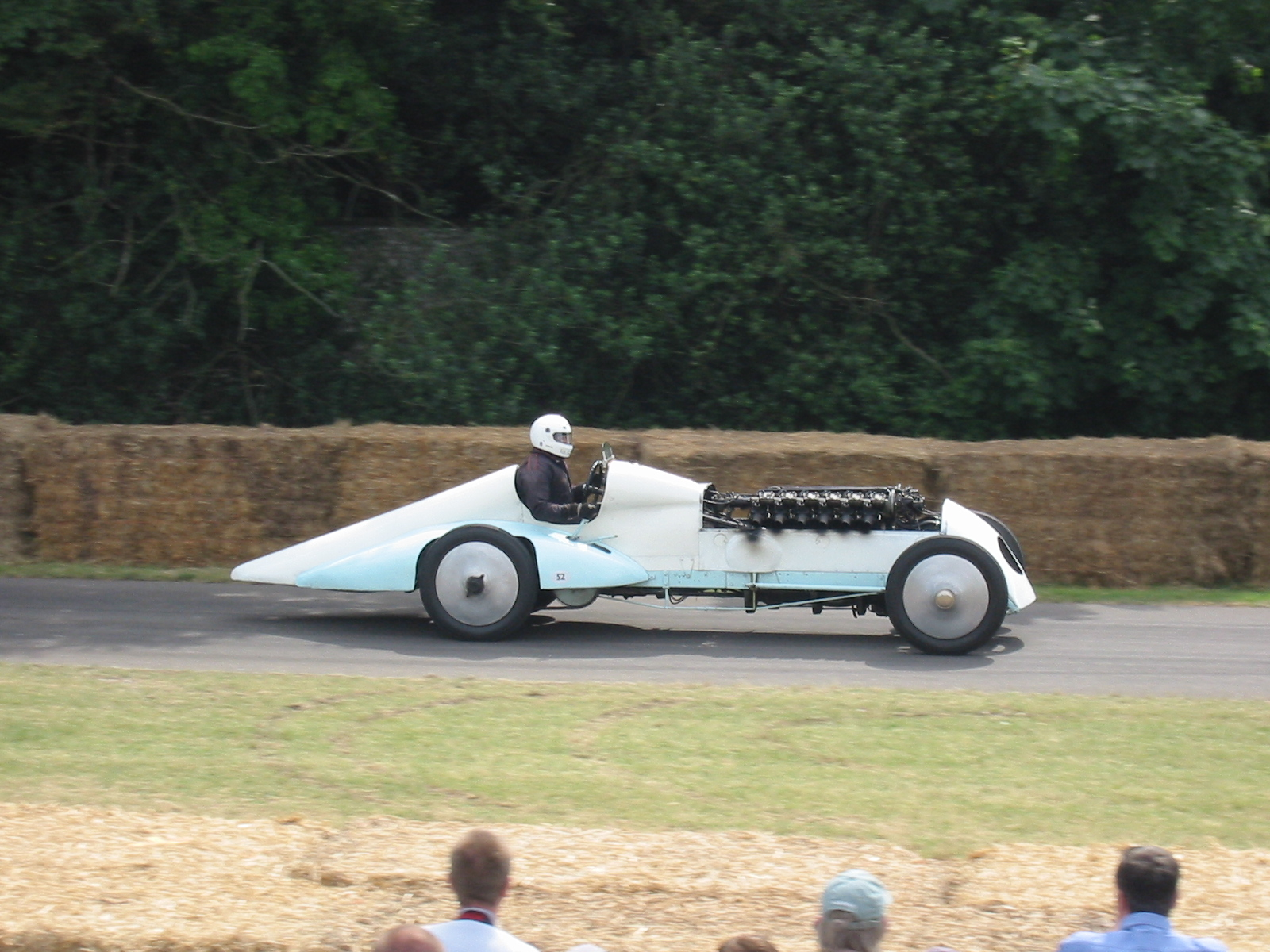
Автомобіль після реставрації (2005)

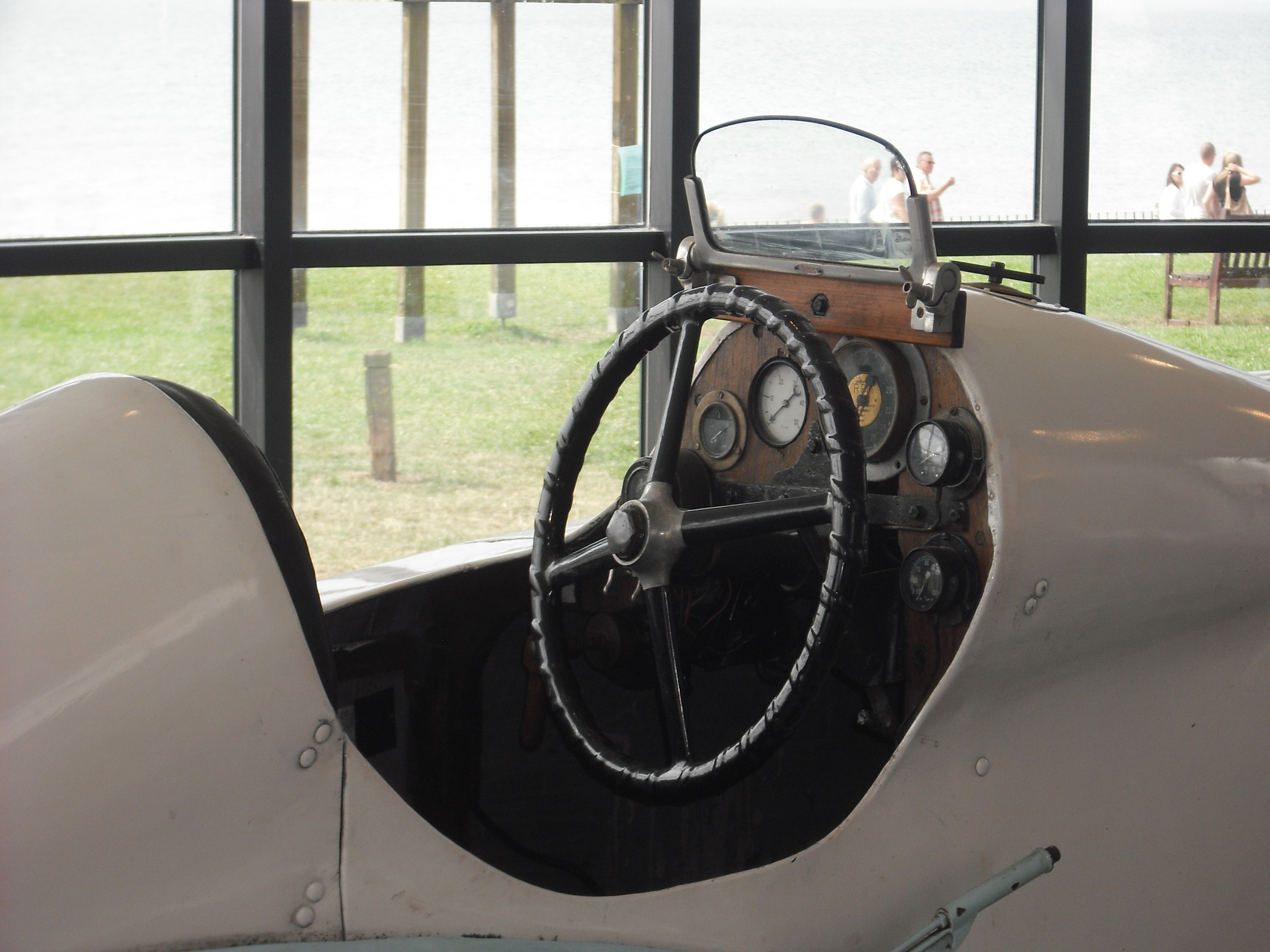
Кокпіт відреставрованого боліда (2010)

У 1967 році Оуен Він Оуен, викладач технічного коледжу у Бангорі вирішив відновити «Babs». Місце захоронення було визначене за старими світлинами, але виявилось, що воно знаходиться в межах периметра території розташування сучасного ракетного комплексу. Військова влада дала дозвіл на розкопки за умови, що найближчі родичі Паррі-Томаса не будуть заперечувати. Віну Оуену потрібно було два роки, що відшукати племінника покійного, який мешкав у Волсоллі, і, врешті, уламки автомобіля були знайдені. На той час можливість відновлення машини викликала сумніви. Переважала думка, що уламки не підійдуть ні для чого, крім музейної експозиції. Мало хто очікував, що уламки колись знову нагадуватимуть автомобіль, не кажучи вже про те, щоб їх можна було відновити до автомобіля у робочому стані.
Автомобіль був у дуже поганому стані. Більша частина кузова зазнала корозії, тому довелося виготовити практично новий кузов, використовуючи, де це можливо, будь-який оригінальний матеріал. Ходова частина добре збереглася. Навіть компоненти, які не можна було використовувати, збереглися досить добре, щоб слугувати як зразок. Двигун вдалося відновити, але багато його деталей довелося виготовити за оригінальним зразками.
Вперше автомобіль пройшов успішні випробування на прямій ділянці вулиціангл. Helyg road у Пенмайнмаурі на початку 1970-х років. Випробування полягало у буксируванні автомобілем «Land Rover» місцевого власника гаража до швидкості 60 миль за годину (97 км/год), а після цього двигун «Бабс» було запущено с поштовху. Передача була настільки високою, що буксирування було єдиним способом заставити «Бабс» завестись щоб він міг рухатися своїм ходом. Згодом автомобіль було успішно продемонстровано світовій пресі і телебаченню на аеродромі неподалік від бази Королівських ВПС RAF Valley (острів Англсі).
Реставраційні роботи проводились в гаражі Оуена в Капел Курігу, а «Babs» було виставлено у Пендінському музеї швидкості до зносу будівлі музею у 2019 році. Після завершення будівництва нового музею «Піски швидкості», «Babs» з'явився в експозиції цього музею. Автомобіль також демонструвався на святкуванні століття траси Бруклендс у 2007 році.
У 1999 році Оуен отримав Кубок Тома Прайса (Tom Pryce Trophy) (вручається валлійським діячам, що зробили значний внесок у розвиток автомобілів і транспорту) з вигравіюваним словами «Atgyfodwr Babs» (у перекладі з валлійської — «Воскреситель Бабсів»). Після смерті Оуена у 2012 році автомобіль перейшов у розпорядження до його сина Герайнта.